# Robert Opron

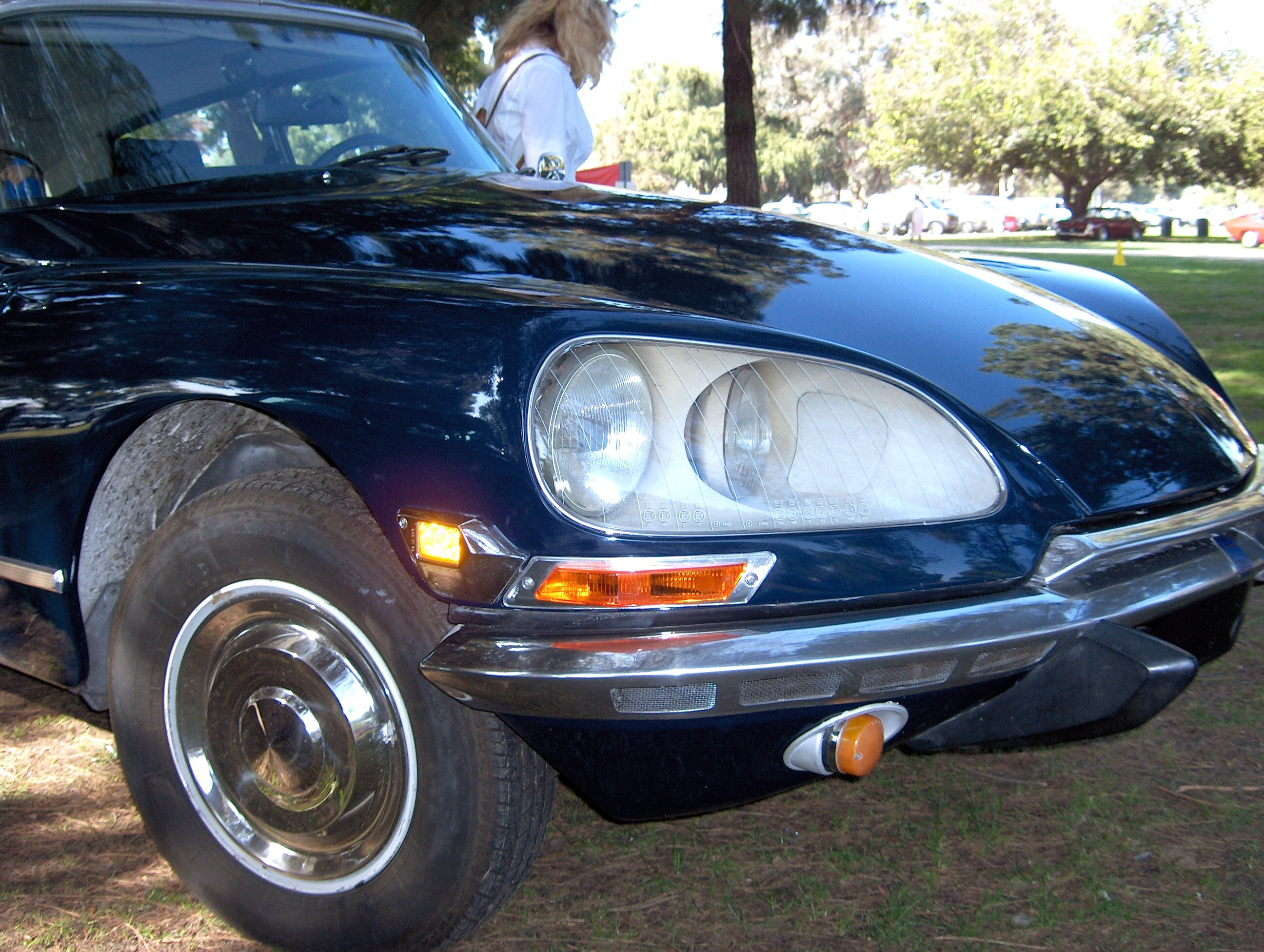
Citroën DS21, con faros direccionales

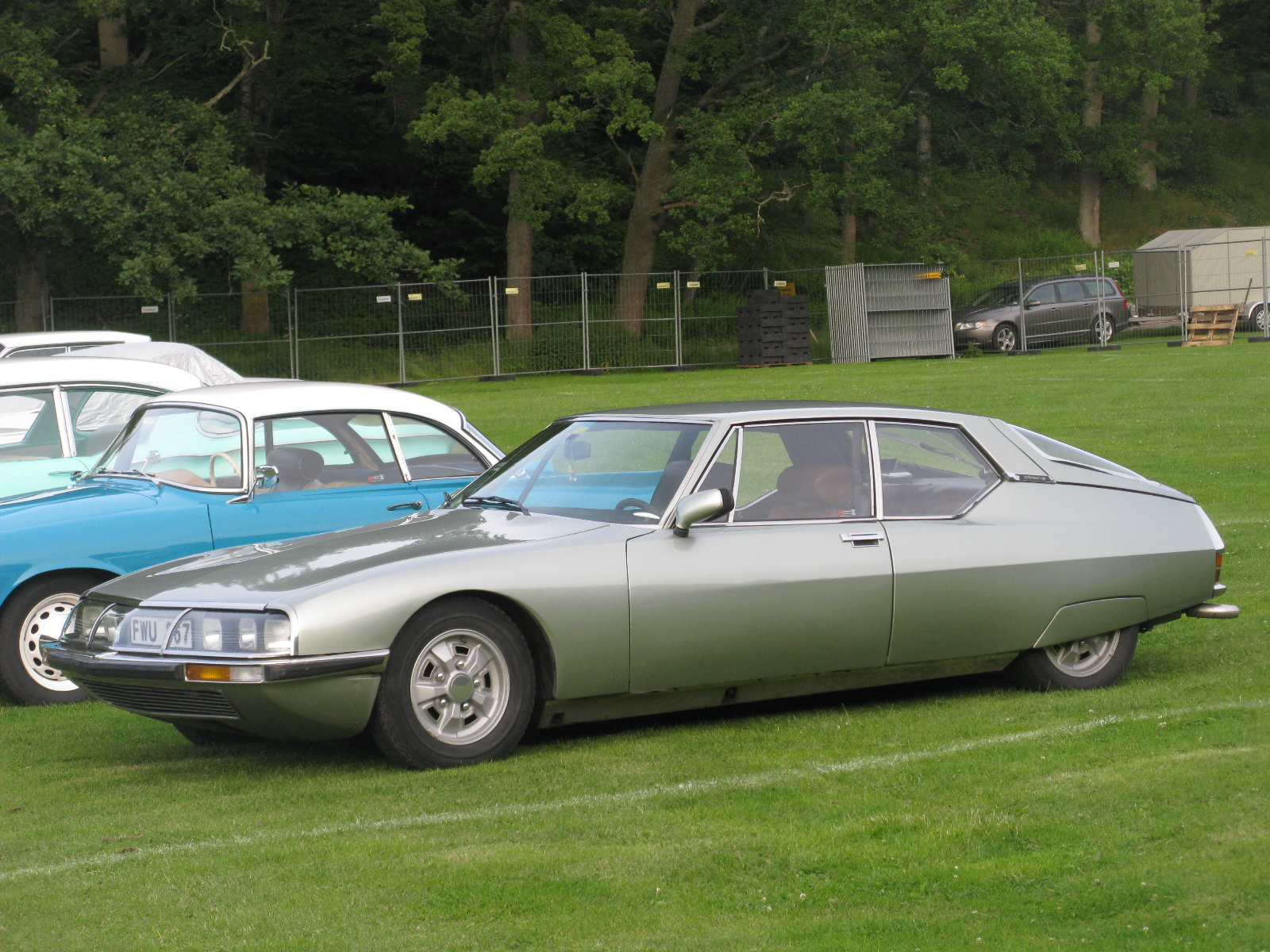
Citroën SM

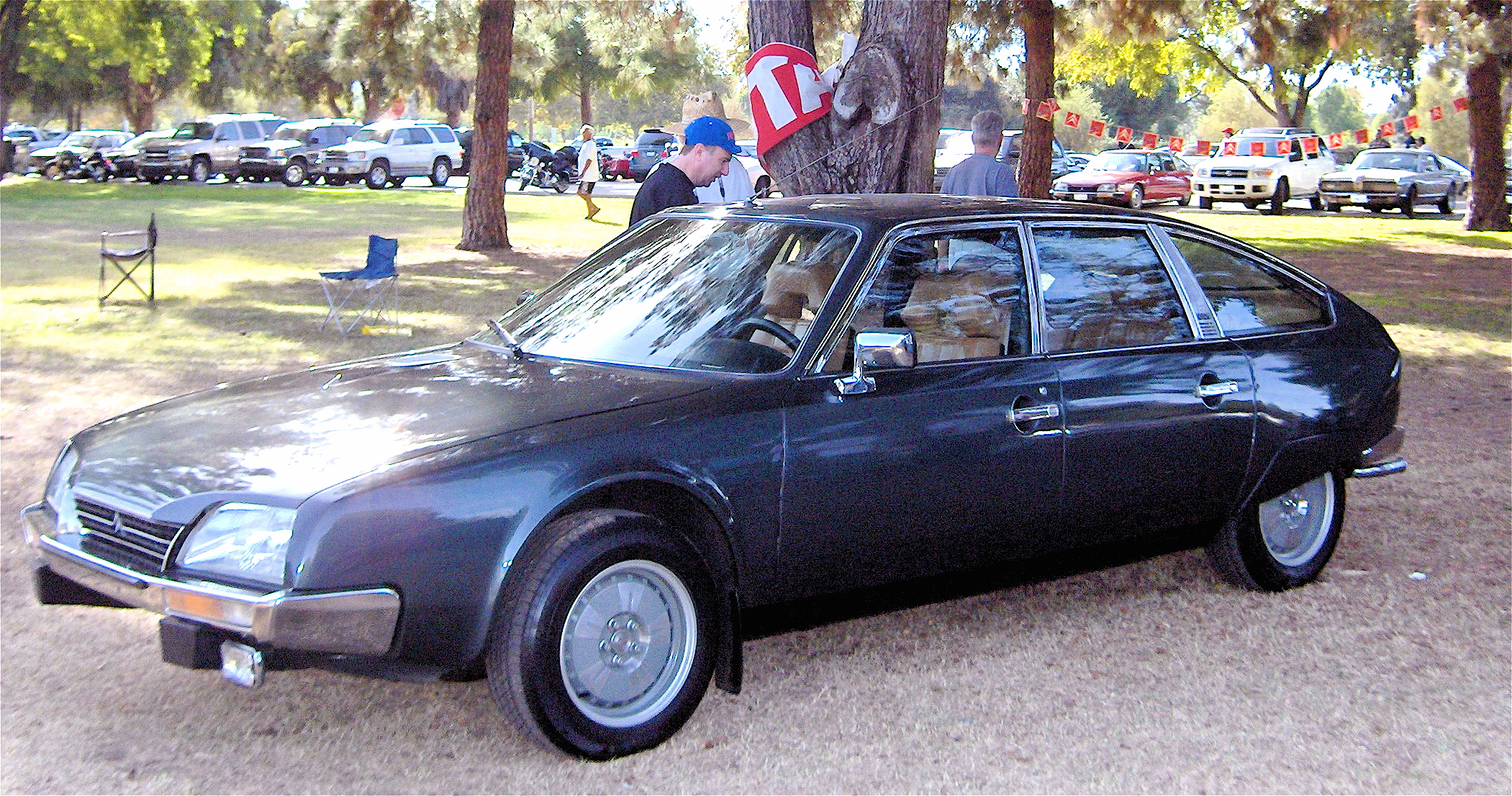
Citroën CX

Robert Opron (Amiens, 22 de febrero de 1932-Antony, Altos del Sena, 29 de marzo de 2021), fue un diseñador de automóviles francés, que realizó diseños rompedores de vehículos, desde 1960 hasta finales de los años 80. En 1999 fue nominado al premio "Car designer of the Century" (Diseñador Automotriz del Siglo).

## Semblanza
Opron se sumó a Citroën bajo las órdenes de Flaminio Bertoni, el responsable del dramático, innovador y raro estilo del Citroën DS (llamado "goddess" -diosa-, o también "spaceship" -nave del espacio-).
Opron encontraba un solo camino para lograr buenas aerodinámicas: los faros empotrados en la carrocería. También implementó los faros giratorios, o direccionales, para que el conductor pueda "ver a la vuelta de la esquina". Él puso estos conceptos en la práctica a través de la "nariz de tiburón" (shark nose), en el segundo restyling del DS en 1967.
Los faros empotrados son una práctica estándar en la industria automotriz de hoy en día, mientras que los faros "swivelling" (o faros direccionales), están siendo implementados, nuevamente, poco a poco en el segmento de automóviles de lujo, como en algunos modelos de Lexus, Audi, en el Citroën C5, Cuarenta años después de la implementación en los Citroën, y sesenta años después de implementado en el concept car "Tucker Torpedo".
La obra maestra de Opron fue en 1970, el Citroën SM, un automóvil deportivo de lujo que llevaba un motor Maserati. Este cupé con un diseño fastback, decreciente hacia la parte trasera, con un recorte de la trasera. El SM también incorporaba seis faros direccionales halógenos, montados detrás de un vidrio. El SM tenía una aerodinámica impresionante, algo extraño cuando los vehículos de su época eran diseñados sin tener en cuenta este aspecto.
Opron desarrolló también en 1970 el Citroën GS, y en 1974, el Citroën CX, sedanes desarrollados internamente, usando el Centro de estilo Citroën en Velizy, Francia. Ambos coches tienen mucha semejanza con la BMC Berlina Aerodynamica, diseñada a finales de los 60 por Pininfarina, el cual fue contratado por esta firma británica para lograr un coche de diseño radical. Citroën y Pininfarina no tuvieron ningún contacto de forma oficial en ese entonces, pero la Berlina Aerodynamica era bastante conocida por el público en general.
El tercer vidrio trasero, y la falta de un maletero plano, hacían pensar que los sedanes 4 puertas podían llegar a tener cierto estilo. Combinados, estos dos vehículos, tuvieron ventas por 3,5 millones de unidades, demostrando que este diseño le gustaba a la gente, haciendo una nueva propuesta comercial, y logrando encontrar el camino para que otras marcas investigaran más acerca de la "aerodinámica", apareciendo así en 1983 el Audi 100 y en 1986, el Ford Taurus.
Algunos críticos contemporáneos pusieron al GS y al CX en el lugar que eran Fastback (el diseño baja hacia la trasera) y no Hatchback (el diseño corta la trasera), dado que la quinta puerta era muy práctica. La segunda serie del GS (el Citroën GSA) recibió un diseño hatchback en 1979, y en 1989 el reemplazo del CX (el Citroën XM), también recibió el mismo diseño. Normalmente los vehículos de clase ejecutiva no son hatchback, porque cambian la naturaleza de los coches caros, y los compradores de este segmento, tienden a evitarlos. El Saab 9000 es el único vehículo exitoso de Clase Ejecutiva con un diseño hatchback.
El SM fue el ganador del concurso "Motor Trend: el auto del año" (Motor Trend fue la primera revista del mundo en entregar el premio "Auto del año") en 1972, el GS fue el "Auto europeo del Año" en 1971, y en 1975, fue el turno del CX, un importante logro para cualquier diseñador de vehículos.
Citroën se sobre exigió a sí mismo con mucha cantidad de proyectos en desarrollo, y presentó la quiebra en 1974. El gobierno francés, considerando la potencial perdida de trabajos, unió Citroën a Peugeot. Los nuevos propietarios despidieron a Opron inmediatamente.
Opron se sumó a Renault y diseño varios coches de alta gama al final de los 70 y en los 80, cómo por ejemplo el Alpine A310, el cupé Renault Fuego, y el Renault 25. Trabajo en esta automotriz hasta 2000, como consultor de diseño.
Los últimos datos que se tienen de Robert Opron es que trabajó en el Centro de Estilo Fiat, en Italia, y participó activamente del diseño del Alfa Romeo SZ.

## Algunos diseños de Opron
|  |  |  |  |